# Фуліго жовтий
Фуліго жовтий, або фуліго гнильний, фуліго септичний (Fuligo septica) — слизовик з родини фізарові. Він є одним з найпоширеніших фізарових слизовиків. Він належить до відомих їстівних представників міксомікотових.  Поширений всесвітньо.

## Опис
Плазмодій білуватого, жовтуватого або яскраво-жовтого забарвлення. Діаметр сильно варіює: від 2,5 до 20 см. Плодові тіла (еталії) жовтуваті, при дозріванні темніють, такого ж розміру, товщина щільного шару кортексу (склероцію) від 0,5 до 3 см. Цей кірковий шар просякнутий вапном, яке можна побачити на поверхні у вигляді кристалів. Забарвлення кортексу може бути білим, жовтуватим, бурим, сірим, червоним. Поверхня плодового тіла губкоподібна, м'яка. Нитки капіліцію розгалужені, незабарвлені, у місцях галужень з веретеноподібними вапняковими вузликами.
Спори фіолетового кольору, переважно гладенькі, діаметром 6-10 мкм. Спорова маса чорна, фіолетова або зеленувата.

## Спосіб життя і поширення
Зустрічається по всьому світу. Сапротроф, живиться за рахунок мертвої деревини, листя. Може зростати на стеблах і листі трав'янистих рослин.
Спорами живляться дрібні жуки родини скритники (Latridiidae), вони ж допомагають поширювати їх. У придатному вологому середовищі спори проростають дуже швидко — впродовж 0,5-1,5 години.
При несприятливих умовах плазмодій утворює твердий склероцій, який здатний переживати впродовж місяців та років. В умовах помірного клімату, зокрема в Україні, фуліго жовтий активний впродовж теплої пори року — з травня до жовтня.

## Використання людиною

### У їжу
Вважається неїстівним, хоча в деяких районах Мексики молоді плазмодії смажать і їдять. Страву називають ісп. Caca de luna, тобто «екскременти Місяця». Також вживається в їжу мешканцями Українських Карпат. Смажені плазмодії та вегетативне тіло фуліго жовтого на смак нагадують яєчню.